# Максиміліан Бройніг
Максиміліан Бройніг (нім. Maximilian Breunig, нар. 14 серпня 2000, Вюрцбург, Німеччина) — німецький футболіст, нападник клубу «Гайденгайм».

## Ігрова кар'єра

### Клубна
Максиміліан Бройніг є вихованцем футбольного клубу «Вюрцбургер Кікерс» зі свого рідного міста Вюрцбург. У сезоні 2017/18 футболіст дебютував на професійному рівні у складі своєї команди у Лізі 3. Надалі не маючи постійної ігрової практики в команді, Бройніг грав в оренді. Спочатку це був клуб «Інгольштадт 04», де він грав у другій команді у Регіональній лізі. Сезон 2020/21 Бройніг провів, граючи у клубі австрійської Бундесліги «Адміра Ваккер Медлінг». Повернувшись додому, Бройніг ще один сезон провів у «Вюрцбургер Кікерс».
Влітку 2022 року як вільний агент Бройніг перейшов до «Фрайбурга». 8 жовтня 2023 року у матчі проти мюнхенської «Баварії» Бройніг дебютував у турнірі Бундесліги. За три дні до цього футболіст зіграв свою першу гру в єврокубках, вийшовши на заміну в кінці матчу проти англійського «Вест Гем Юнайтед» в Лізі Європи.
Провівши за основу «Фрайбурга» лише два матчі, в липні 2024 року Бройніг також як вільний агент приєднався до клубу «Гайденгайм». Першу офіційну гру в складі якого провівши 17 серпня в матчі Кубку країни, де відзначився хет-триком у воротах ФК «Філлінген 08».

### Збірна
У 2019 році Максиміліан Бройніг провів одну гру у складі молодіжної збірної Німеччини (U-19).